# Bikakestruktur

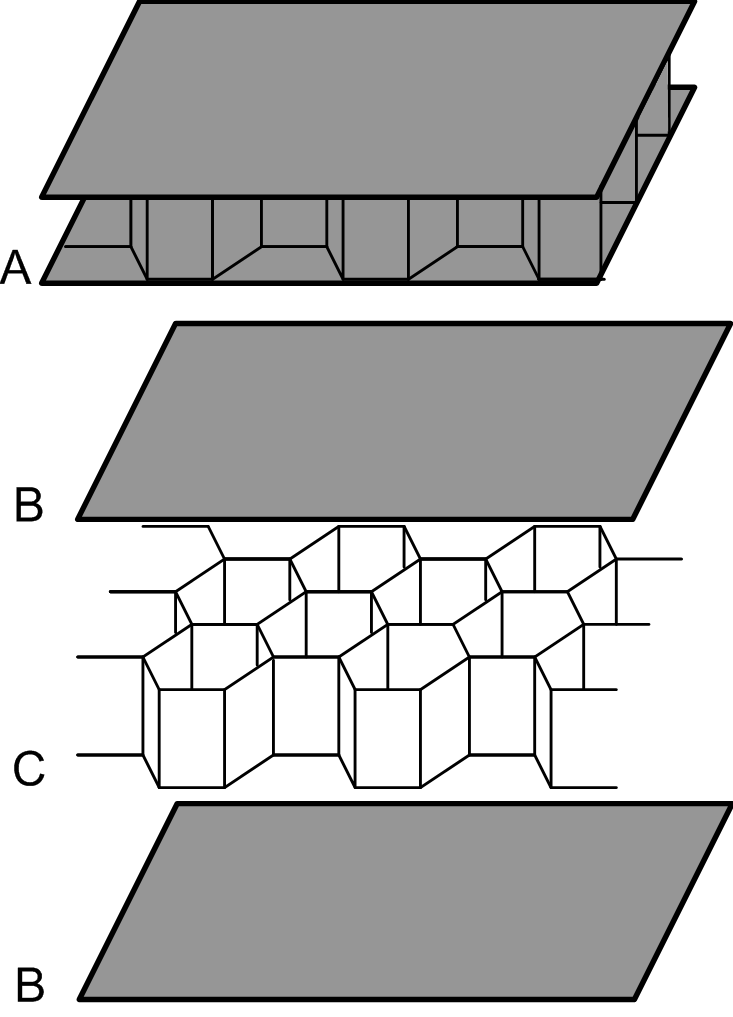
Exempel på bikakestruktur

Bikakestruktur är när ett material har samma utseende som vaxkakorna i en bikupa. Denna geometriska form är formstabil och skapar styvhet. Dock är material med bikakestruktur nästan omöjliga att reparera om de går sönder.[källa behövs]